# Paleis onder het blikken dak

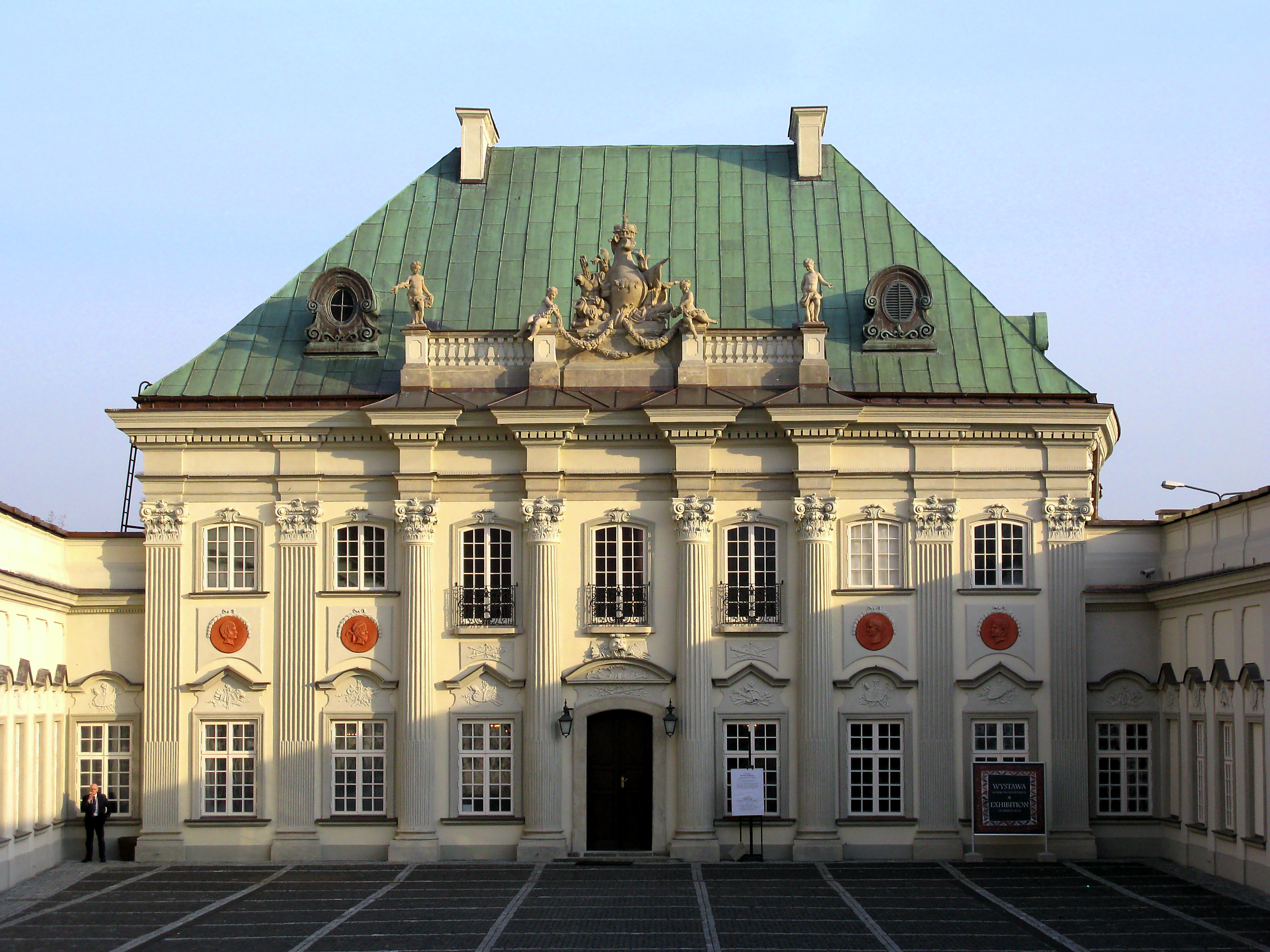
Paleis onder het blikken dak

Het Paleis onder het blikken dak (Pools: Pałac pod Blachą) is een 18de-eeuws paleis in Warschau. Het paleis grenst aan het Koninklijk Paleis.
Het paleis werd in 1720 gebouwd in opdracht van prins Jerzy Lubomirski. De geleding van de gevel was geïnspireerd op het strenge Franse classicisme, hieraan dankt het paleis zijn naam. In 1776 werd het door Stanisław August Poniatowski gekocht en werd later geschonken aan prins Józef Poniatowski, hij was de oom van de prins. De jonge Poniatowski was een succesvol commandant tijdens de Opstand van Kościuszko in 1794 en was later een van Napoleons maarschalken.
Tijdens de Opstand van Warschau van 1944 werd het door de Duitsers in brand gestoken en tussen 1948 en 1949 herbouwd.
Het paleis huisvest tegenwoordig een collectie oosterse tapijten.

## Galerij

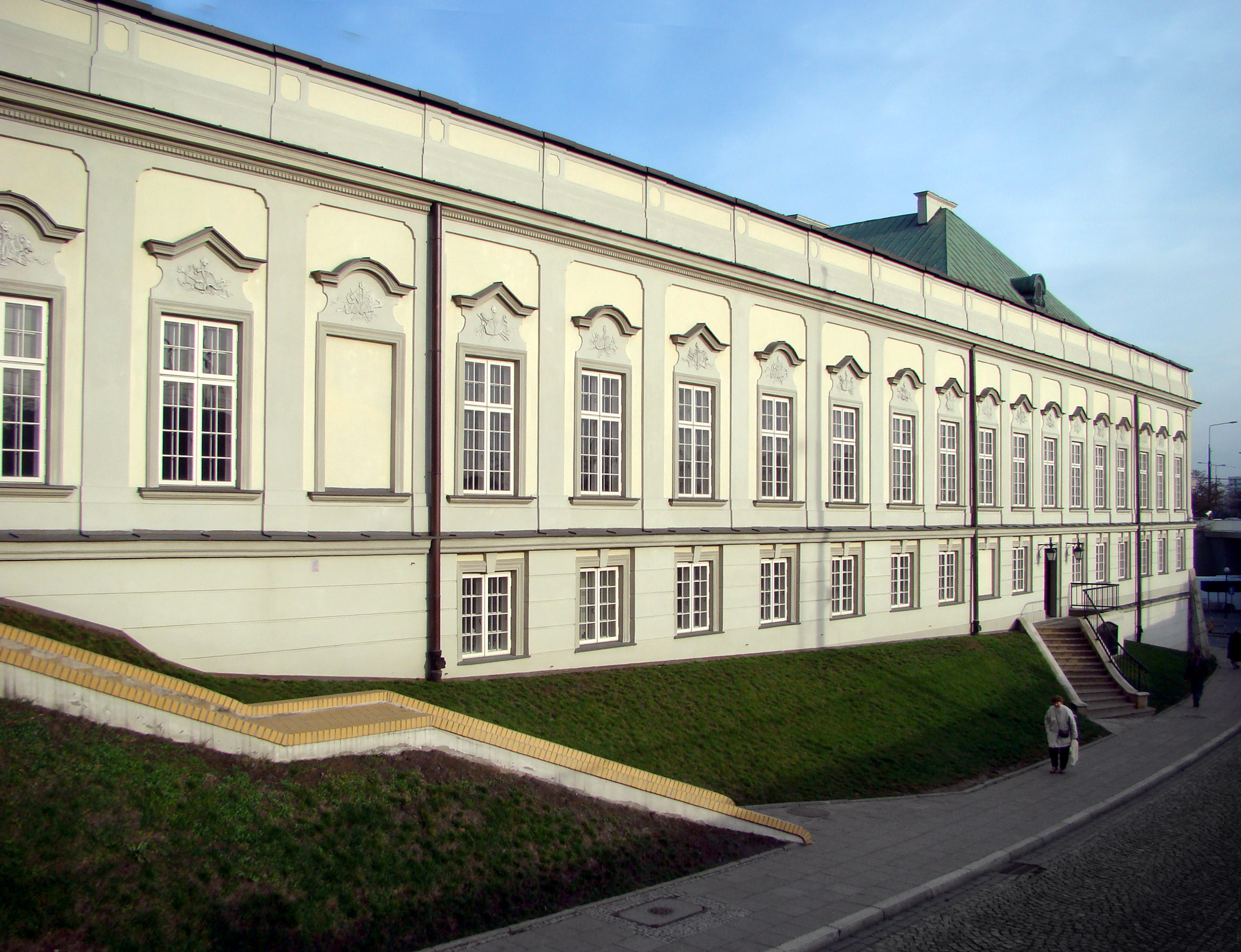
Zuidelijke gevel
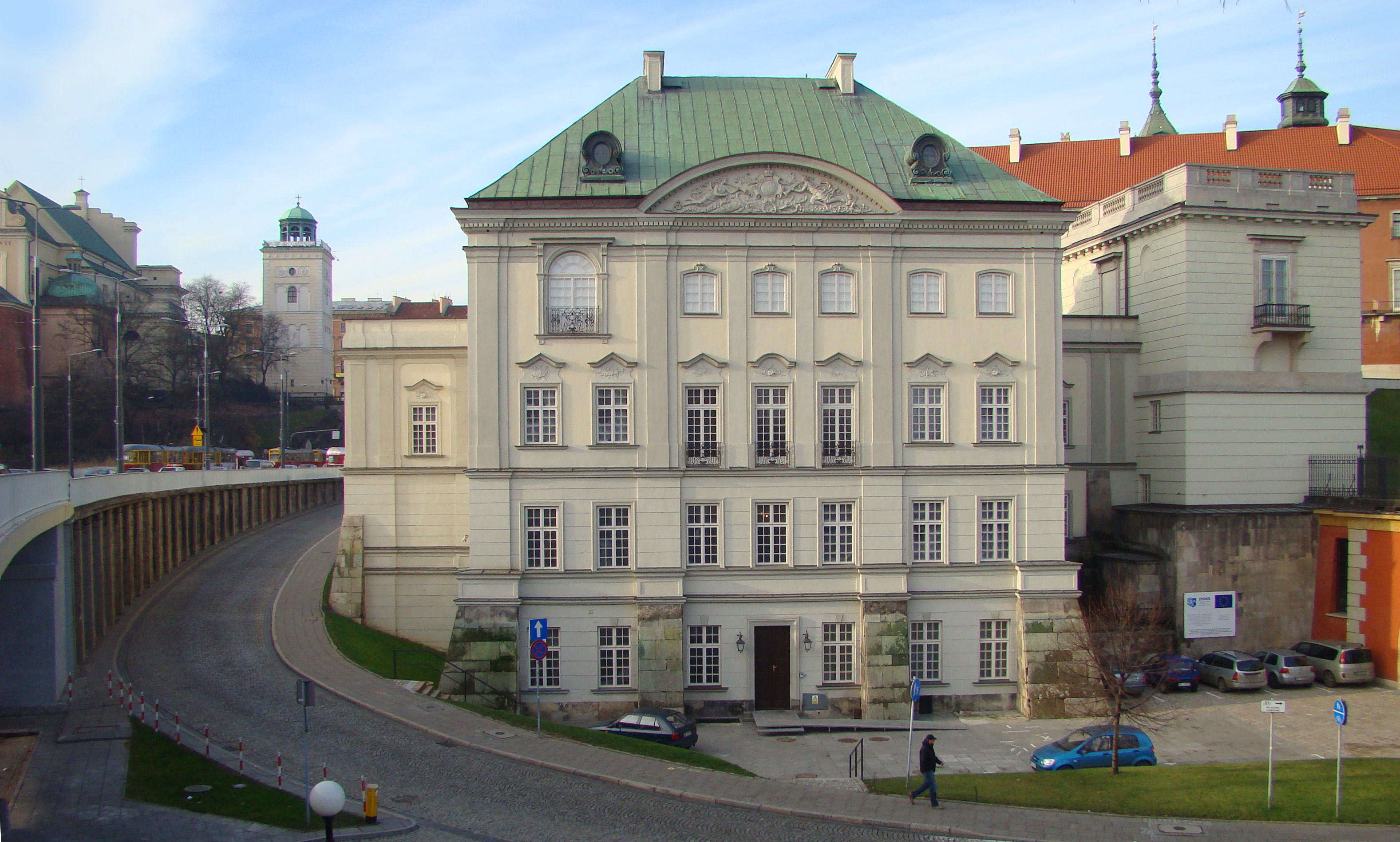
Oostelijke gevel, met de Sint-Annakerk links, en het Koninklijk Paleis rechts
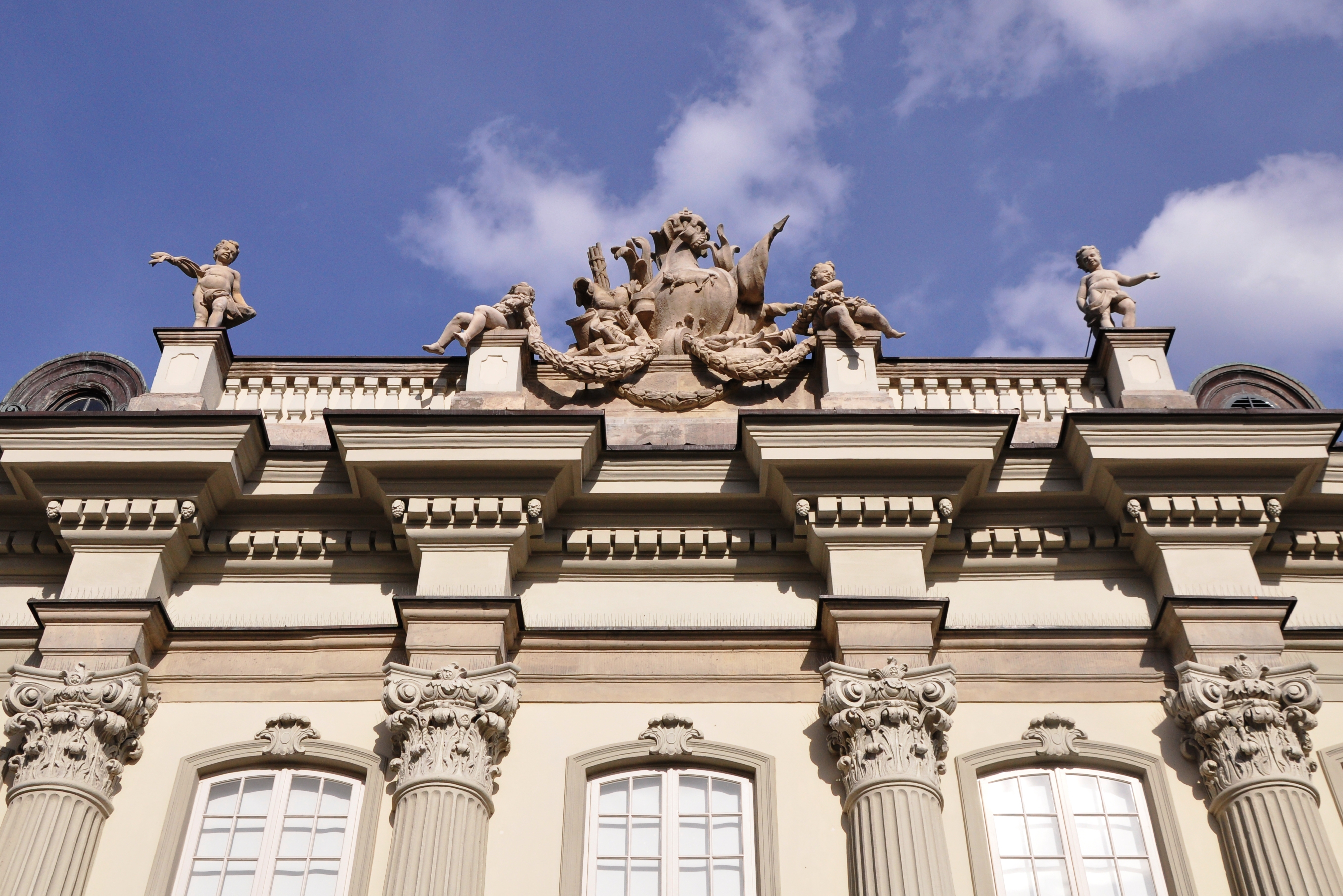
Details
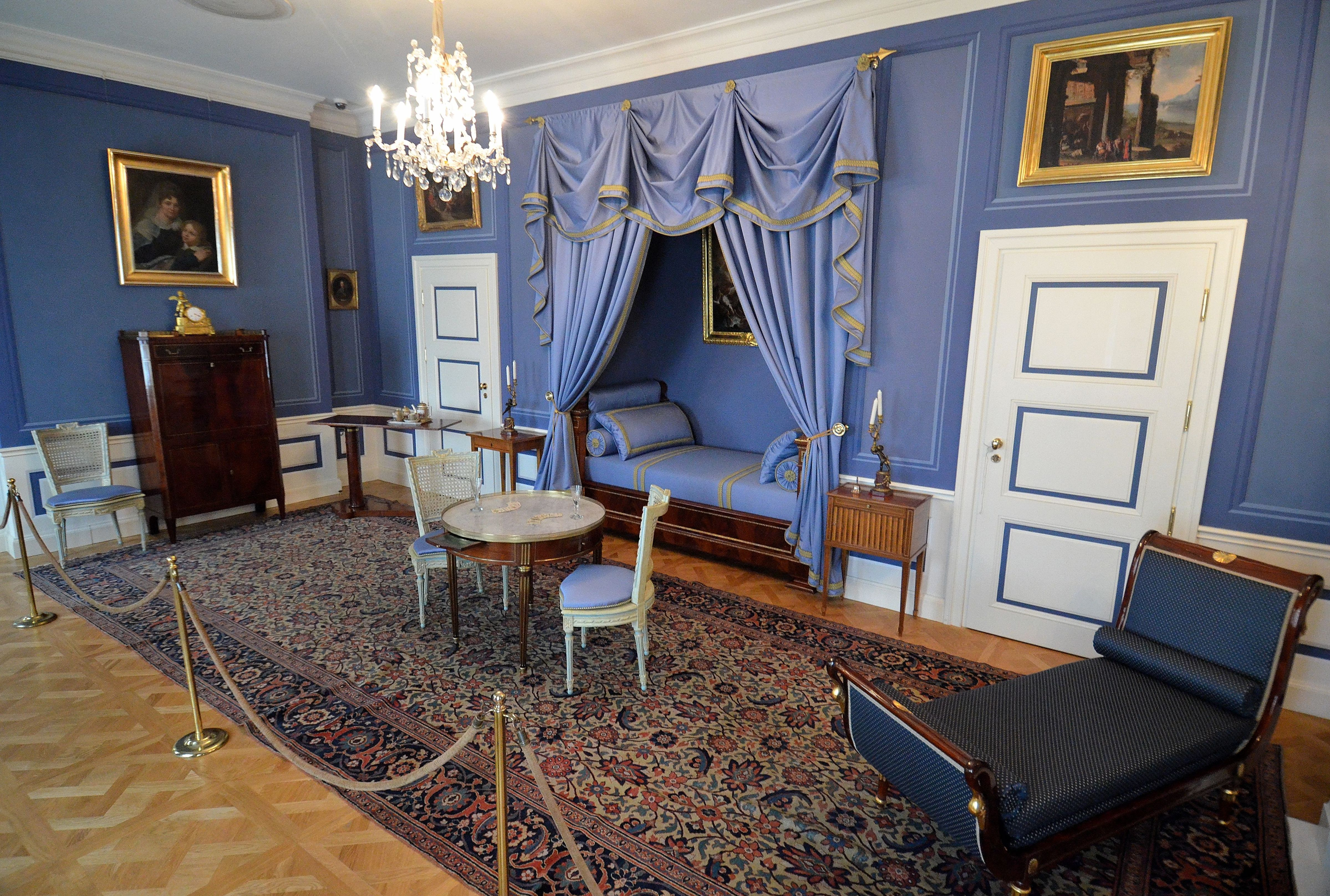
Prins Józef Poniatowski's slaapkamer

Belvedèrepaleis · Kasteel Będzin · Bobolice · Chęciny ·  Groene Poort · Koninklijk Kasteel (Warschau) · Lublin · Łazienkipaleis · Łęczyca · Slot Mariënburg · Marywil · Myślewicki-paleis · Niepołomice · Nowy Sącz · Ogrodzieniec · Kazimierzpaleis ·Paleis onder het blikken dak · Piotrków Trybunalski · Koninklijk Paleis (Poznań) · Sandomierz · Sanok · Saksisch Paleis · Tykocin · Ujazdówkasteel · Wawel · Wilanówpaleis